# Jan Lebeda (kněz)
Jan Lebeda (23. dubna 1913, Praha – 5. listopadu 1991, Praha) byl český římskokatolický kněz, básník, publicista,  v letech 1988–1991 pomocný biskup pražský.

## Život
Po studiu na Arcibiskupském gymnáziu v Praze Bubenči studoval v letech 1932–1937 na Teologické fakultě Univerzity Karlovy; studium a pobyt v semináři zakončil kněžským svěcením 20. června 1937. Službu duchovního začínal téhož roku, a to jako kaplan v Kolíně, po té působil u kostela sv. Štěpána na Novém Městě pražském. 
Již v mladém věku se stal ctitelem odkazu pražského biskupa Antonína Podlahy, na jehož duchovní tradici navázal a jehož památce se soustavně věnoval po celý život.
V letech 1943–1952 působil jako spirituál pražského kněžského semináře, který v té době měl sídlo v Dolních Břežanech; nahradil zde jezuitu P. Adolfa Pelikána, neboť řeholníci nesměli podle nacistických nařízení zastávat tuto funkci.
U seminaristů a přátel se zapsal jako velký ctitel českých patronů (svým způsobem navázal na odkaz Bohuslava Balbína a zmíněného Antonína Podlahy). Vedle sv. Vojtěcha, o jehož svátku se narodil, byl s jeho kněžským působením spjat sv. Václav a sv. Prokop, kterého nazýval „patriarchou českých kněží a Sázavu studánkou, z níž je možno čerpat křišťálově čistou osvěžující vodu ve vyprahlosti dnešní pouště“.
Měl zde mnoho přátel a vychoval řadu kněží, kteří na něho vděčně vzpomínají (např. Josef Kubalík, Jaroslav Ptáček, Antonín Bradna, Josef Hřebík, Milan Hanuš a mnozí další).
Byl jedním z iniciátorů Svatovojtěšských oslav v roce 1947 a plně se do nich zapojil, u této příležitosti, mimo jiné, společně se skladatelem Josefem Bohuslavem Foersterem, připravil texty pro sborový zpěv. V roce 1952 byl z funkce spirituála semináře odvolán.  
K 1. září 1952 byl ustanoven administrátorem ve farnosti v Řevničově. Zde ve stísněných a nelehkých podmínkách se vedle pastorační činnosti intenzivně věnoval literatuře. Napsal stovky sonetů, které soustředil do několika knih, některé z nich byly později v bibliofilském provedení vydány. Památku na jeho působení dodnes v řevničovském kostele připomíná obraz Panny Marie – Řevničovské Miriam, která „řev ničí“. V roce 1954 jej namaloval Soter Vonášek (1891–1953).
K 1. červenci 1958 byl ustanoven administrátorem v Rozdělově; pokračoval tak ve „všední cestě faráře, cestu skutečné praktické pastorace, někdy těžké, ale nakonec přinášející skutečné uspokojení...“ (Antonín Bradna).
V Rozdělově se Lebedovi podařilo konečně vydat řadu ze svých řevničovských pojednání, většina z nich byla vytištěna na ručním lisu Aloise Chvály (1885–1973) a často s ilustracemi grafika Arnošta Hrabala (1886–1969) a dalšího mistra rydla Jaroslava Vodrážky – Malomocný (Alois Chvála, 1961), Bratři (Alois Chvála, 1962), Strážce – Sen Antonína Podlahy (Alois Chvála, 1964), Arnošt Hrabal – Úryvky z dopisů (Alois Chvála, 1965), Vězeň (Alois Chvála, 1967). Za jeho působení v Rozdělově vyšla i jeho malá monografie o Antonínu Podlahovi.
Do duchovního okruhu Jana Lebedy patřili významní básníci (Jakub Deml), výtvarníci (Jan Zrzavý, Arnošt Hrabal), hudebníci (Josef Bohuslav Foerster) i historici (Zdeněk Kalista) či filozofové (Stanislav Sousedík), které osobně znal a s nimiž se cítil v mnohém vnitřně spřízněný.
Dne 1. června 1968 byl jmenován sídelním kanovníkem Kolegiátní kapituly sv. Kosmy a Damiána ve Staré Boleslavi, z toho dvanáct let byl jejím správcem; 6. dubna 1980 byl instalován sídelním kanovníkem Metropolitní kapituly u sv. Víta v Praze a od 1. května 1987 také jejím proboštem. Od 1. května 1982 byl pověřen rektorem kostela sv. Josefa v Praze 1 a od 1. července 1987 rektorem kostela Panny Marie Vítězné v Praze. Byl jedním z blízkých spolupracovníků kardinála Františka Tomáška, od roku 1971 byl redaktorem Katolických novin, z redakce odešel v roce 1976, kdy gradoval spor mezi některými představiteli sdružení Pacem in terris s arcibiskupem Františkem Tomáškem. Poté se v redakci začaly hromadit Tomáškovy články a nesměly se na stránkách objevit ani Lebedovy příspěvky, podněty k svátkům a dalším událostem mohly být publikovány již jen v oběžnících pražského arcibiskupství.
Titulárním biskupem novenským byl Jan Lebeda vysvěcen 11. června 1988.   
Biskupové jmenovaní v roce 1988 (Antonín Liška, Jan Lebeda, Ján Sokol) byli po mnoha letech první, na kterých se stát s církví shodl, a podle některých názorů (Jiří Zajíc) byli kompromisem mezi tím, co potřebovala církev, a tím, co ještě mohl připustit komunistický režim.  
Od 26. září 1986 do 27. března 1991 působil Jan Lebeda jako generální vikář arcidiecéze, po nástupu arcibiskupa Miloslava Vlka pak půl roku vykonával úřad generálního vikáře spolu s Antonínem Liškou. 
Byl prelátem Řádu svatého Lazara. Pochován je se svojí matkou na hřbitově v Aldašíně u Kostelce nad Černými lesy.
Stanislav Balík a Jiří Hanuš ho označili za opatrného, nijak zvlášť statečného, avšak nezlomeného. Již od roku 1964 byl ovšem registrován u Státní bezpečnosti jako spolupracovník, od roku 1977 jako agent s krycím jménem Spisovatel.

## Galerie

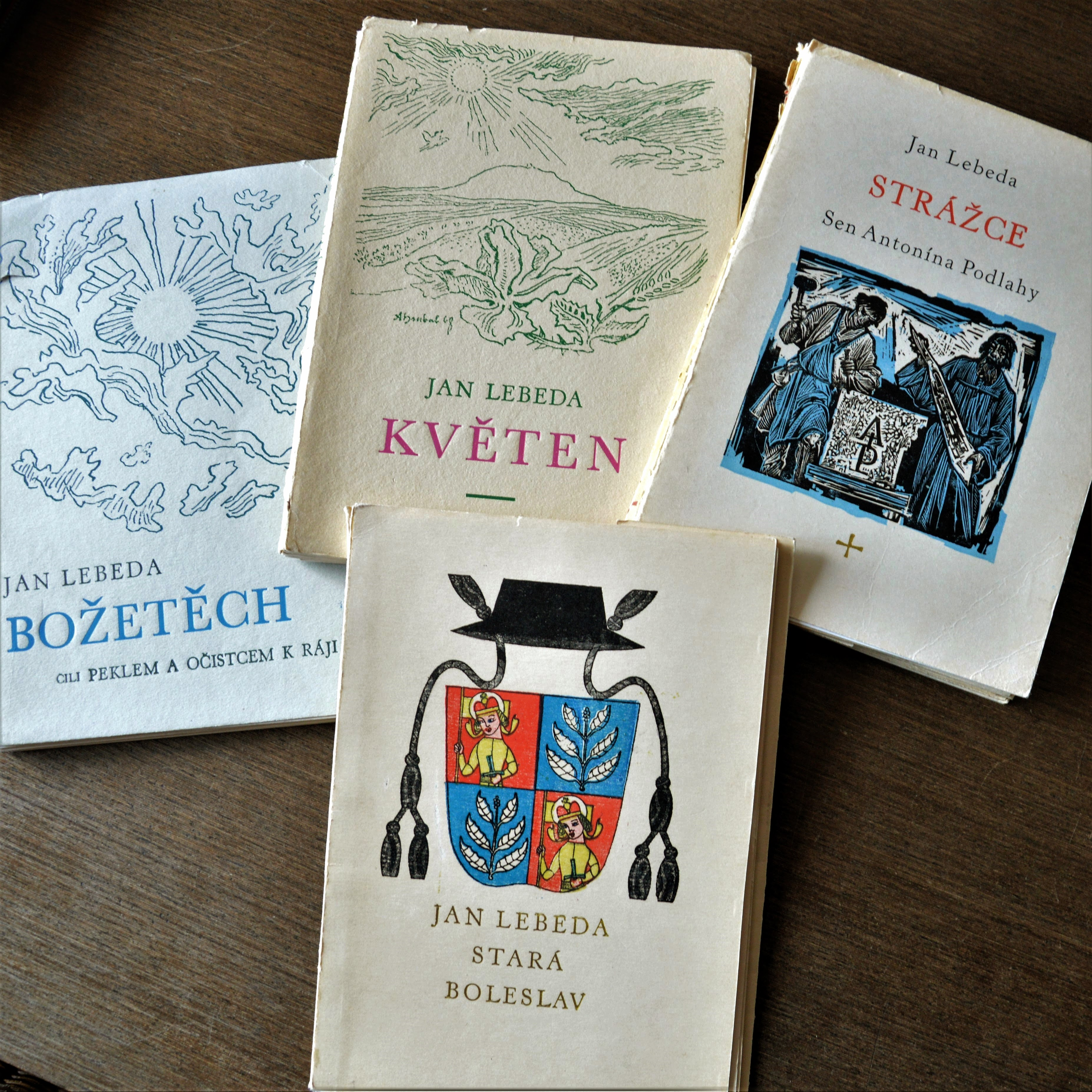
Z bibliofilských tisků Jana Lebedy (tištěny na ručním lisu Aloise Chvály, na obálkách kresby Arnošta Hrabala, Jaroslava Vodrážky a znak Jana Lebedy od Zdenka M. Zengera)
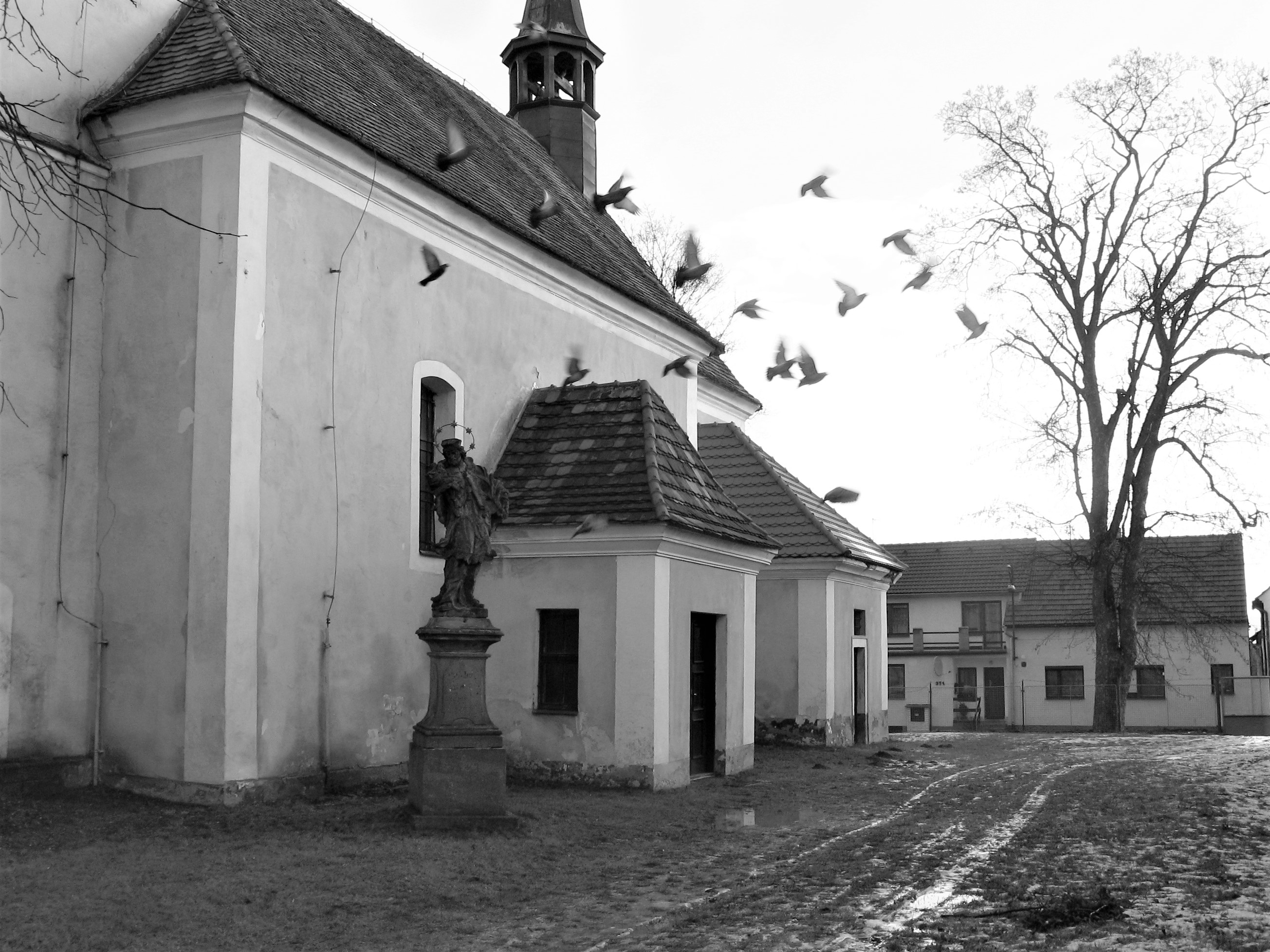
Kostel sv. Petra a Pavla v Řevničově se sochou sv. Jana Nepomuckého, působiště Jana Lebedy v letech 1952–1958
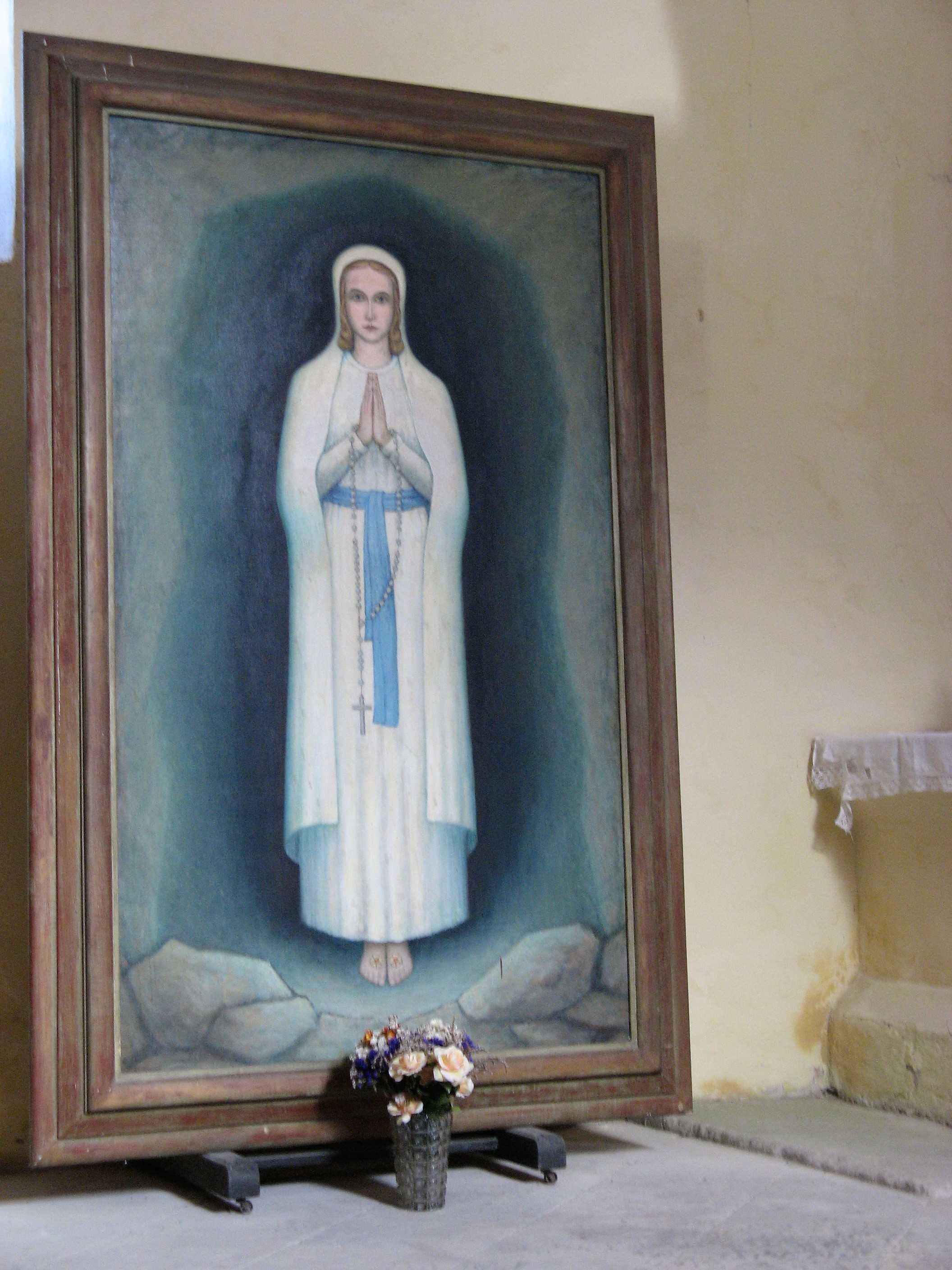
Panna Marie v kostele v Řevničově, Soter Vonášek (1954)
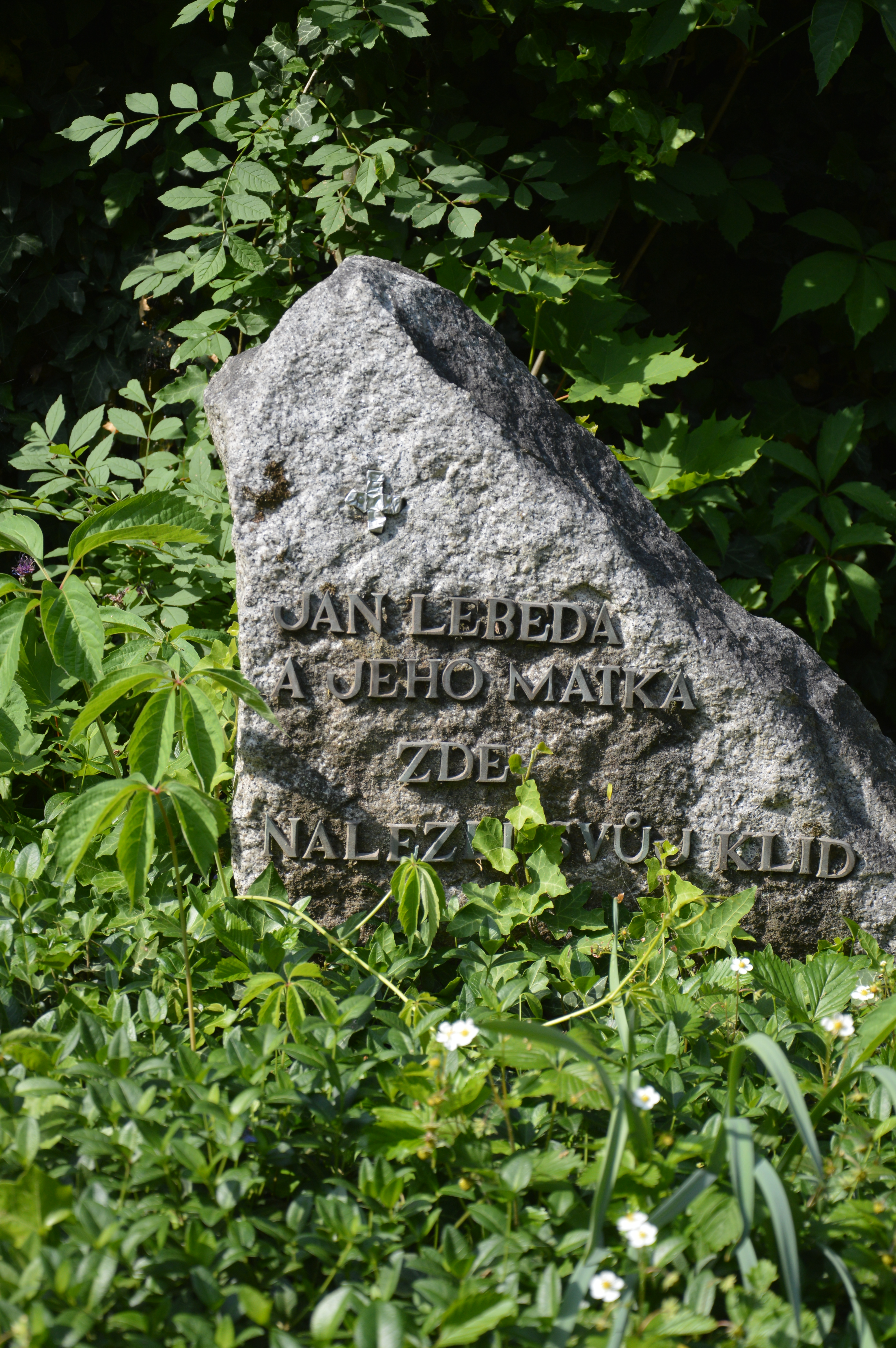
Hrob Jana Lebedy na hřbitově u kostela svatého Jiří v Aldašíně